# Hayato Nukui
Hayato Nukui (温井 駿斗 Nukui Hayato?), född 14 november 1996 i Osaka prefektur, är en japansk fotbollsspelare.
Nukui började sin karriär 2015 i Cerezo Osaka. 2018 flyttade han till Tochigi SC.